# تيريزا غريفز
تيريزا غريفز (بالإنجليزية: Teresa Graves)‏ هي موسيقية وممثلة أمريكية، ولدت في 10 يناير 1948 في هيوستن في الولايات المتحدة، وتوفيت في 10 أكتوبر 2002 في لوس أنجلوس في الولايات المتحدة.

## وصلات خارجية
- تيريزا غريفز على موقع IMDb (الإنجليزية)
- تيريزا غريفز على موقع ألو سيني (الفرنسية)
- تيريزا غريفز على موقع ميوزك برينز (الإنجليزية)
- تيريزا غريفز على موقع أول موفي (الإنجليزية)
- تيريزا غريفز على موقع قاعدة بيانات الأفلام السويدية (السويدية)
- تيريزا غريفز على موقع إن إن دي بي (الإنجليزية)
- تيريزا غريفز على موقع قاعدة بيانات الفيلم (الإنجليزية)
- تيريزا غريفز على موقع كينوبويسك (الروسية)